# Немчинов, Андрей Яковлевич
Андрей Яковлевич Немчинов (1860 — 28 июля 1900) — российский предприниматель и благотворитель XIX века. Сын сибирского миллионера Якова Андреевича Немчинова. Иркутский, верхнеудинский и кяхтинский купец I гильдии, «чайный король», гласный иркутской городской думы с 1889 по 13 октября 1894 года, когда он отказался от этого звания по собственному желанию. Потомственный почётный гражданин, почётный гражданин Томска и Тары.

## Биография
Был единственным сыном своего отца. Родился в 1860 или, по другим сведениям, в 1861 году. Унаследовал капитал (17 миллионов рублей) и многочисленные активы отца (золотые прииски, речное и байкальское пароходство, движимое и недвижимое имущество). Пароходы Немчинова ходили по Ангаре и Селенге, а также Байкалу. У П. Н. Шипунова он купил удобное место на берегу озера и построил там пристань. Первый построенный пароход назвал «Яков» в честь отца. К 1895 предприниматель выкупил все пароходы Кяхтинского товарищества и, таким образом, стал его единоличным владельцем. В 1900 году А. Я. Немчинов, уже как собственник Байкальского пароходства, открыл пароходное сообщение на линии Иркутск — село Лиственничное по Байкалу.
Был крупнейшим пайщиком «Амурского общества пароходства и торговли». Среди прочего владел механической мастерской.
Похоронен в Кяхте, в церковной ограде Воскресенского собора. После смерти Немчинова его наследники сдавали имевшийся пароходный флот в аренду. Тем не менее, они не смогли сберечь его капитал от распыления.

## Семья
Состоял в браке с Еленой Михайловной (в девичестве Буйвид). Единственный сын — Иннокентий (1892-?).

## Благотворительность
Вместе с сестрой (в замужестве Ч. Я. Косыгиной, по другим данным Христиной Косыгиной или Колыгиной) Немчинов выделил здание для Иаково-Александринской общины сестёр милосердия. Также он пожертвовал 1000 рублей на торжественную встречу в Иркутске цесаревича Николая (будущего Николая II).
Предоставил Забайкальскому военному губернатору крупную сумму денег для создания в Чите ремесленного училища. Серьезно помогал купец томским погорельцам, пострадавшим от пожаров весной 1882 года. 4 июня ему было присвоено звание почётного гражданина Томска. Жертвовал он и на возведение в Иркутске нового театра. Жертвовал деньги на городские нужды многих городов.
Немчинов также успешно хлопотал о том, чтобы центральные власти в Санкт-Петербурге разрешили издавать газету «Байкал» и потом оказывал ей помощь деньгами.

### След в науке
Немчинов обеспечил пароходами Байкальскую экспедицию Ф. К. Дриженко, по итогам которой был составлен атлас огромного озера, до сих пор использующийся при судоходстве по нему. Так, экспедиции несколько лет предоставлялся пароход «Иннокентий». Его модель сегодня присутствует в экспозиции Иркутского областного краеведческого музея.